# Audiofaro
L'audiofaro è un dispositivo che permette ai non vedenti o ipovedenti di poter raggiungere una o più mete determinate, anche in sequenza, per mezzo di uno specifico segnale acustico. L'audiofaro con i proiettori sonori opportunamente orientati e modulati, abilita all'autonomia e garantisce libertà in sicurezza anche senza l'accompagnatore. Esistono differenti applicazioni, dall'accesso a locali (poste, pubblica amministrazione, alberghi ecc.) all'utilizzo nelle attività sportive e del tempo libero come per esempio: nella spiaggia per entrare ed uscire in autonomia dall'acqua, nei centri sportivi nelle piste da corsa, per lo sci di fondo seguendo i percorsi tracciati dai proiettori sonori.